# Бельрив-сюр-Алье
Бельри́в-сюр-Алье́ (фр. Bellerive-sur-Allier) — коммуна во Франции, находится в регионе Овернь. Департамент коммуны — Алье. Входит в состав кантона Эскюроль. Округ коммуны — Виши.
Код INSEE коммуны — 03023.

## Население
Население коммуны на 2008 год составляло 8579 человек.
| 1962 | 1968 | 1975 | 1982 | 1990 | 1999 | 2008 |
| ---- | ---- | ---- | ---- | ---- | ---- | ---- |
| 5367 | 5953 | 7317 | 8188 | 8543 | 8444 | 8579 |

## Экономика
В 2007 году среди 4890 человек в трудоспособном возрасте (15—64 лет) 3361 были экономически активными, 1529 — неактивными (показатель активности — 68,7 %, в 1999 году было 67,1 %). Из 3361 активных работали 2926 человек (1525 мужчин и 1401 женщина), безработных было 435 (190 человек и 245 женщин). Среди 1529 неактивных 374 человека были учениками или студентами, 613 — пенсионерами, 542 были неактивными по другим причинам.

## Достопримечательности
- Замок Бост
- Мост Бельрив
- Круглая площадь Буссанж (2002)
- Круглая площадь Республики. Открыта 14 июля 2007 года. С 2010 года есть велосипедная дорожка.
- Гейзер. Сернисто-щелочная вода, 30 °C, высота — 0,50 — 1 м

## Города-побратимы
- Хадамар (Германия)
- Импрунета (Италия)

## Фотогалерея
- Мост Бельрив
- Замок Бост
- Церковь Св. Лаврии
- Площадь 80 парламентариев
- Старый Морской Стадион